# Souvi
Souvi este o comună din departamentul Sélibabi, Regiunea Guidimakha, Mauritania, cu o populație de 5.091 locuitori.